# Асеев, Александр Васильевич
Александр Васильевич Асеев (7 августа 1856, Рассказово, Тамбовская губерния — 14 июля 1920, Ялта, Таврическая губерния) — русский предприниматель, купец 1-й гильдии, действительный статский советник, общественный деятель, гласный Пензенской городской думы. Владелец суконной фабрики. Брат Михаила Асеева.

## Биография
Александр Васильевич Асеев родился 7 августа 1856 года в селе Рассказово Тамбовской губернии. Помогал отцу в управлении суконной фабрикой, которая располагалась в Кузнецком уезде Саратовской губернии. После смерти своего отца, стал владельцем этой фабрики, и неподалеку от неё построил железнодорожную станцию «Асеевская».
В конце 1870-х годов годовая выработка на фабрике составляла около 125 тысяч аршин грубого сукна. В 1880-х годах на фабрике была произведена модернизация. Деревянные корпуса были заменены кирпичными. В 1881 году на фабрике работало 375 человек, годовая выработка сукна была равна 99 тысячам аршин. Александр Асеев торговал сукном со складов в Харькове, Москве, Пензе, Полтавской и Киевской губерниях.
В 1890 году стал купцом 1-й гильдии, а в 1898 году потомственным почётным гражданином.
В 1901 году на своей фабрике организовал работу новой паровой машины в 325 лошадиных сил.
В 1903 году стал совладельцем водяной мельницы и кирпичного завода на территории Сердобского уезда Саратовской губернии, где позже приобрёл усадьбу князей Куракиных.
В 1905 году стал владельцем писчебумажной фабрики «Торгово-промышленного товарищества на паях В. П. Сергеева» в Пензе. В том же году на его первой фабрике был произведён переход с ручного на механическое ткачество.
В 1909—1912 годах был совладельцем Костобобровского свеклосахарного завода в Новгород-Северском уезде Черниговской губернии.
Александр Асеев был крупным землевладельцем — в его распоряжении были тысячи десятин земли, среди них 2375 десятин земли Городищенского уезда Пензенской губернии.
В 1905 году избран гласным Пензенской городской думы. В 1906 году был среди кандидатов на пост городского головы Пензы.
В 1916 году его возвели в чин действительного статского советника, а в 1917 году Александр Васильевич был среди членов Пензенского городского присутствия по делам страхования рабочих.
Александр Асеев занимался благотворительной деятельностью. Он вкладывал деньги в развитие Пензенского отделения Общества помощи пострадавшим на войне солдатам и семьям солдат. Оказывал финансовую помощь Ольгинскому детскому приюту. Вложил средства в строительство Трескинской суконной фабрики, в которой могло учиться около 150 учеников, также в строительство общежития, в котором могло учиться 50 детей и которое работало при Кузнецкой женской гимназии. Создал две больницы, которые работали при его фабриках, в каждой из которых могло одновременно лечиться по 25 человек. Во время Первой мировой войны, они содержал три лазарета для воинов. Выделил 150 тысяч рублей на создание Серафимского убежища-лазарета в Царском Селе. В знак благодарности за оказанную помощь учредительница и начальница лазарета фрейлина А. А. Вырубова ходатайствовала перед императрицей Александрой Фёдоровной о производстве Александра Васильевича в чин действительного статского советника.
В военное время фабрика Александра Асеева занималась выработкой солдатский суков, за год работы на армейские нужды было направлено 44 349 кусков (2 684 044 аршина).
Александр Васильевич умер в 1920 году в Ялте.
После 1918 года дети Александра Асеева покинули Россию и нашли пристанище в Европе и Северной Америке.

## Семья
Жена — Лидия Николаевна Крюченкова (?—1902) — дочь потомственного почётного гражданина. Похоронена в Никольском хуторе Городищенского уезда Пензенской губернии.
- Сын — Александр Александрович Асеев
- Сын — Василий Александрович Асеев (?—1910)
- Сын — Владимир Александрович Асеев — эмигрировал в Германию, но перед Второй мировой войной перебрался в США[1].
- Дочь — Вера Александровна Рымарева (Асеева) (1889—1974)
- Дочь — Ольга Александровна Асеева
- Дочь — Нина Александровна Мейендорф (Асеева) (1896—1971) — баронесса. Эмигрировала в Сербию и в 1920—1940-х годах жила в Белграде, после Второй мировой войны переехала в Зальцбург (Австрия), где и провела последние годы жизни[1].

## Награды
- Орден Святой Анны 3-й степени (1894)[1].